# Dicranota (Rhaphidolabis) vajra
Dicranota (Rhaphidolabis) vajra is een tweevleugelige uit de familie Pediciidae. De soort komt voor in het Oriëntaals gebied.